# Municipio de Osage (condado de Laclede)
El municipio de Osage (en inglés: Osage Township) es un municipio ubicado en el condado de Laclede en el estado estadounidense de Misuri. En el año 2010 tenía una población de 1733 habitantes y una densidad poblacional de 8,12 personas por km².

## Geografía
El municipio de Osage se encuentra ubicado en las coordenadas 37°39′15″N 92°29′11″O / 37.65417, -92.48639. Según la Oficina del Censo de los Estados Unidos, el municipio tiene una superficie total de 213.36 km², de la cual 211.98 km² corresponden a tierra firme y (0.65%) 1.38 km² es agua.

## Demografía
Según el censo de 2010, había 1733 personas residiendo en el municipio de Osage. La densidad de población era de 8,12 hab./km². De los 1733 habitantes, el municipio de Osage estaba compuesto por el 97.29% blancos, el 0.35% eran afroamericanos, el 0.58% eran amerindios, el 0.4% eran asiáticos, el 0.06% eran isleños del Pacífico, el 0.17% eran de otras razas y el 1.15% pertenecían a dos o más razas. Del total de la población el 0.87% eran hispanos o latinos de cualquier raza.